# Simon-Jude Honnorat

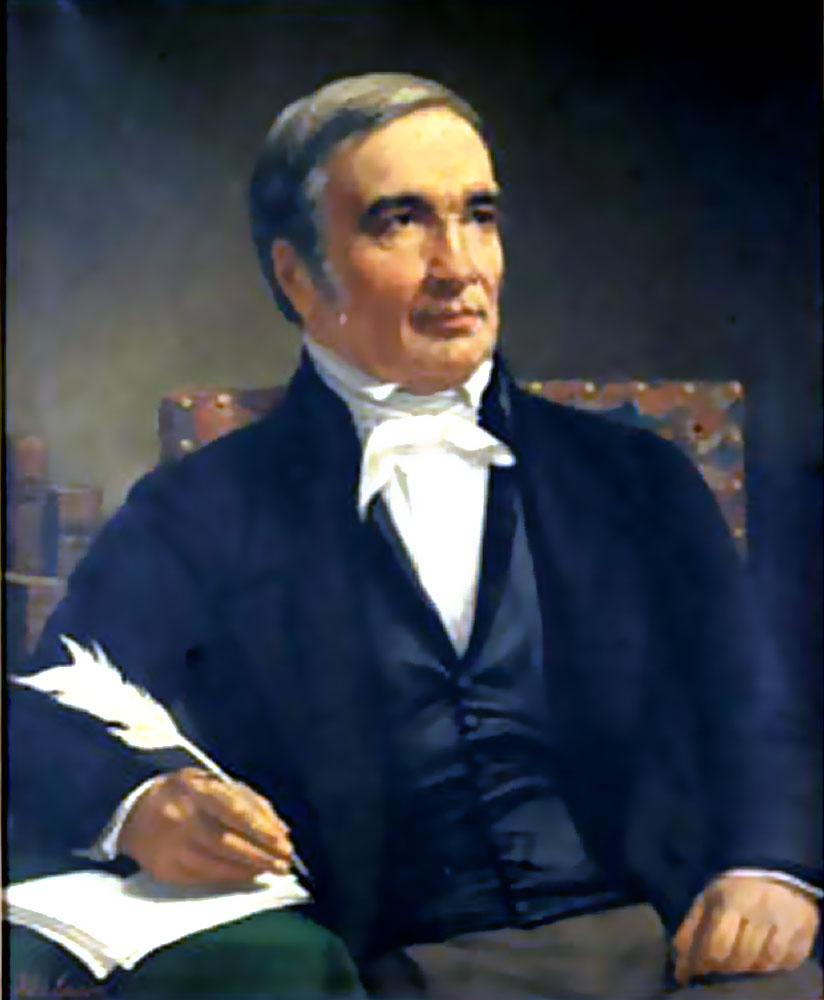
Simon-Jude Honnorat

Simon-Jude Honnorat (ur. 3 kwietnia 1783 w Allos, zm. 31 lipca 1852 w Digne-les-Bains) – francuski przyrodnik i leksykograf.
Przyrodnik, który interesował się historią i dialektami Prowansji. Jego główne dzieło leksykograficzne, Dictionnaire Provencal-Français ou dictionnaire de la langue d’Oc ancienne et moderne (Słownik prowansalsko-francuski albo słownik języka oksytańskiego dawnego i współczesnego, 1846-1847), stało się najważniejszą pomocą naukową Frédérica Mistrala, autora Skarbca felibryzmu.